# Supercoppa francese 2019 (pallavolo femminile)
La Supercoppa francese 2019, 4ª edizione della Supercoppa nazionale di pallavolo femminile, si è svolta il 27 settembre 2019: al torneo hanno partecipato due squadre di club francesi e la vittoria finale è andata per la prima volta al RC Cannes.

## Formula
La formula ha previsto una gara unica.

## Squadre partecipanti
| Squadra       | Qualificazione                      |
| ------------- | ----------------------------------- |
| RC Cannes     | Vincitrice Ligue A 2018-19          |
| Saint-Raphaël | Vincitrice Coppa di Francia 2018-19 |

## Torneo
| 27 settembre 2019 Palais des Victoires, Cannes Durata: ? - Spettatori: ? | RC Cannes | 3 - 1 | Saint-Raphaël | 25-23, 22-25, 25-22, 25-17 |